# Lykkelænder
|  | Denne artikel er oprettet af botten Steenthbot ud fra en ekstern database. Den kan derfor have sproglige fejl eller mangler. Denne skabelon kan fjernes efter kontrol af indholdet. |

Lykkelænder er en dansk dokumentarfilm fra 2018 instrueret af Lasse Lau.

## Handling
Fortællingen tager udgangspunkt i klichéen om grønlænderen, og som fortællingen skrider frem åbenbares portrættet i en lyrisk rejse gennem film og mediers fremstilling og det grønlandske sind og virkelighed, hvor en anderledes identitet toner frem.
I filmen møder vi grønlandske borgere i scener og situationer, hvor de tackler fordommene og klichéerne om sig selv.
Vidste du f.eks. at man sælger omverdenens stereotype forestillinger om grønlænderne, som souvenir til turisterne, når de kommer til Grønland? Eller at grønlænderne har deres eget nationalteater i en tidligere XL-Byg lagerhal, hvor alle de store klassikere spilles?

## Medvirkende
- Vivi Nielsen
- Nukâka Coster-Waldau
- Angunnguaq Larsen
- Aannguaq René J. Hansen
- Makka Kleist
- Kristian Mølgaard
- Josef Tarrak-Petrussen
- Varna Marianne Nielsen